# Эрикссон, Тор
Тор Рагнар Эрикссон (швед. Thor Ragnar Ericsson; Пустой шаблон {{ВД-Преамбула}} ) — шведский футболист. Выступал за национальную сборную Швеции. Участник Олимпийских игр 1908 года.

## Биография
Выступал за «Эргрюте», в составе которого трижды становился чемпионом Швеции. 
В 1908 году был выбран отборочной комиссией национальной сборной Швеции по футболу в состав на первый матч сборной. В этом матче, состоявшемся 12 июля, Швеция разгромила сборную Норвегии со счётом 11:3.
В октябре 1908 года был в составе сборной Швеции на Олимпийских играх 1908 года, но участия в матчах не принимал.
Умер в Гётеборге 20 апреля 1975 года.

## Достижения
Эргрюте
- Чемпион Швеции: 1906, 1907, 1909